# 志村けんの夜の虫
志村けんの夜の虫（しむらけんのよるのむし）は、TBSラジオで放送されていたトークバラエティ番組。
2012年11月16日（17日午前）放送開始、2014年3月28日（29日午前）終了。放送時間は毎週金曜日 24:00 - 25:00（土曜日午前 0:00 - 1:00）。タイトルにあるように、志村けんがパーソナリティを務める冠番組である。

## 概要
志村にとって、2002年3月まで同局で放送された『志村けん・中山秀征の「い〜んでないの?!」』以来、10年半ぶりの同局におけるパーソナリティ担当番組となる。開始にあたり、局からのプレスリリースをはじめ、各メディアで「志村けんが10年ぶりにTBSラジオへ帰ってくる」という旨で報じられた。タイトルは、吉幾三の楽曲『夜の虫』から拝借。
上島竜兵は、2012年9月まで志村のラジオ番組『志村けんのFIRST STAGE〜はじめの一歩〜』（JFN系列）にてレギュラー出演していた。
従来より、TBSラジオの平日24時枠をネットしている琉球放送も放送している。

## 出演者
- 志村けん
- 上島竜兵（ダチョウ倶楽部）
- 枡田絵理奈（TBSアナウンサー（当時））

## コーナー
最近、コレが気になる
真面目なことからくだらないことまで、リスナーが最近気になっていることを募集する。
コレってあり?なし?
リスナーから寄せられたテーマに対して、志村・上島・枡田が「あり」か「なし」でジャッジする。
女性限定お悩み相談
恋の悩み、仕事の悩み、日常生活の些細な悩みまでお悩みを募集。投稿は女性限定。
あなたの街の「変なおじさん」「変なおばさん」
志村の代表的キャラクター変なおじさんにちなみ、リスナーの近所にいる変なおじさん、変なおばさんを募集。
芸能界の裏側・質問コーナー
普段は覗くことができない、テレビや芸能界の人物に関する疑問を募集。
夫婦の夜のサイン
リスナー（夫婦）の夜の営みのサインを募集する。

## ゲスト
| 放送日         | ゲスト                       | 備考 |
| -------------- | ---------------------------- | --- |
| 2012年11月16日 | 柴田英嗣（アンタッチャブル） | 前番組『LINDA!〜今夜はあなたをねらい撃ち〜』が当番組の開始に伴って、月曜から木曜までに縮小。それに関連して、オープニングに飛び入り出演。 |
| 2013年2月22日  | 菜々緒                       | スペシャルウィークの一環で、ゲスト出演。                                                                                                 |
| 2013年6月22日  | いしのようこ                 | 同年7月に公演される「志村魂〜先づ健康〜」の宣伝も兼ねて番組後半に出演。                                                                  |
| 2014年2月21日  | 日本エレキテル連合           | 志村の今注目する芸人として出演。スタジオでネタを披露。                                                                                   |

## ノベルティ
- 番組でハガキやメールを紹介されたリスナーには全員「夜の虫ステッカー」が贈られる。
- 番組の最後に「番組でハガキ・メールが紹介されると夜の虫ステッカーをお送りします」というコメントは上島が毎回言っている。というのも、上島自身ラジオ番組でこのセリフを言うのが長年の夢であったからだという。

## テーマソング
- オープニングテーマ
  - 夜の虫（吉幾三）
- エンディングテーマ
  - Hello Goodbye（Glee Cast）